# Kankar
Kankar (auch Kunkur genannt) ist ein geologischer Name oder Ausdruck für eine bestimmte Art von Sediment, abgeleitet aus der Sprache Hindi in Indien. Das Sediment findet sich in Indien, Australien und den  Vereinigten Staaten, oft als nodulares Kalziumkarbonat, das sich in Böden semi-arider Regionen bildete.
Das Sediment bildet Einsprengsel in alluvialen Schichten und wird als unterbrochene Schichtung in nodularem Kankar oder als eingelagerte Schicht in stratigraphischen Profilen oft auch als Kalkret, Hardpan oder Durikrust bezeichnet.